# Camera de comerț

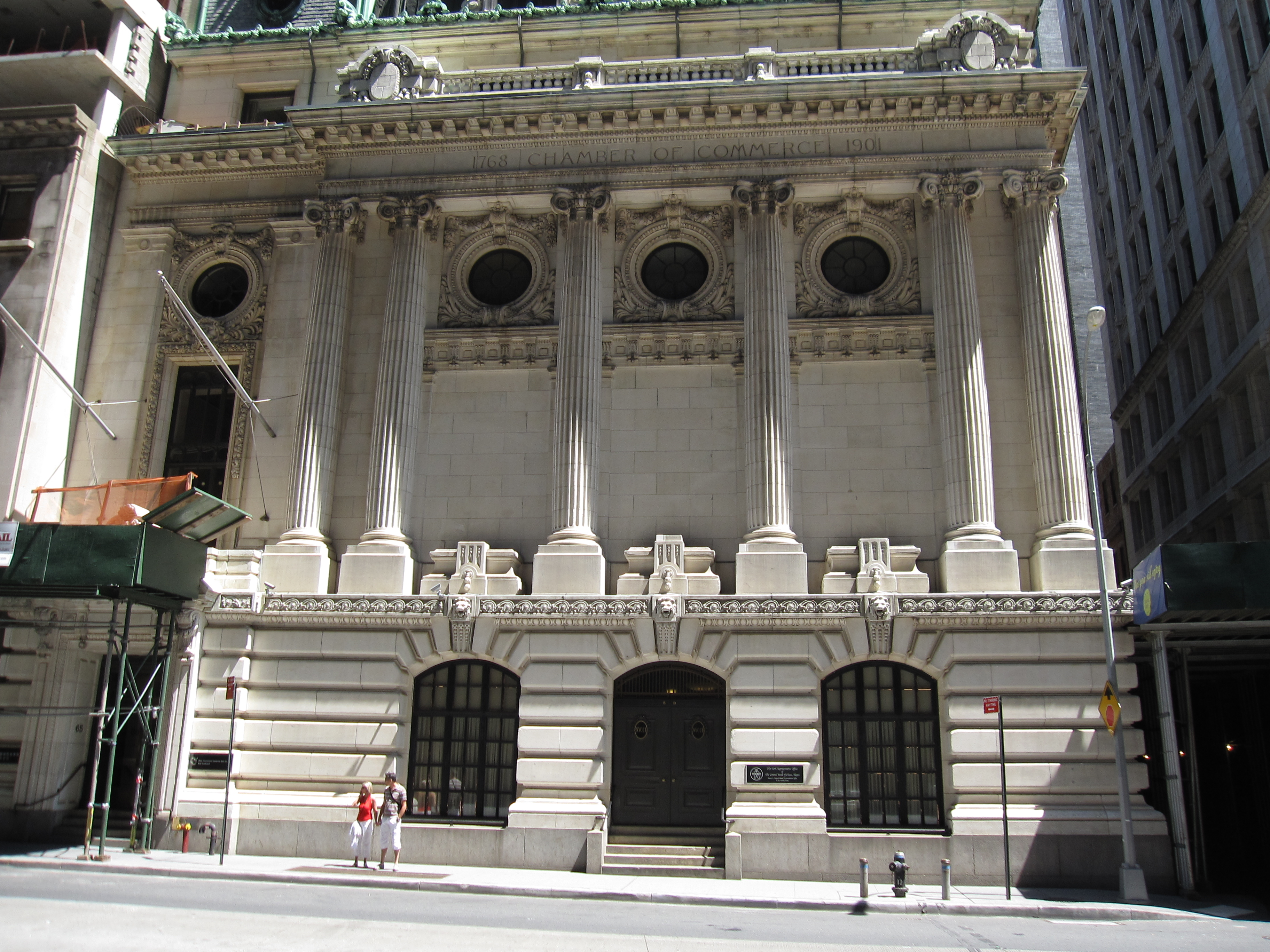
Fostul sediu al Camerei de Comerț din statul New York, cea mai veche cameră de comerț din Statele Unite, înființată în 1768 în perioada colonială britanică

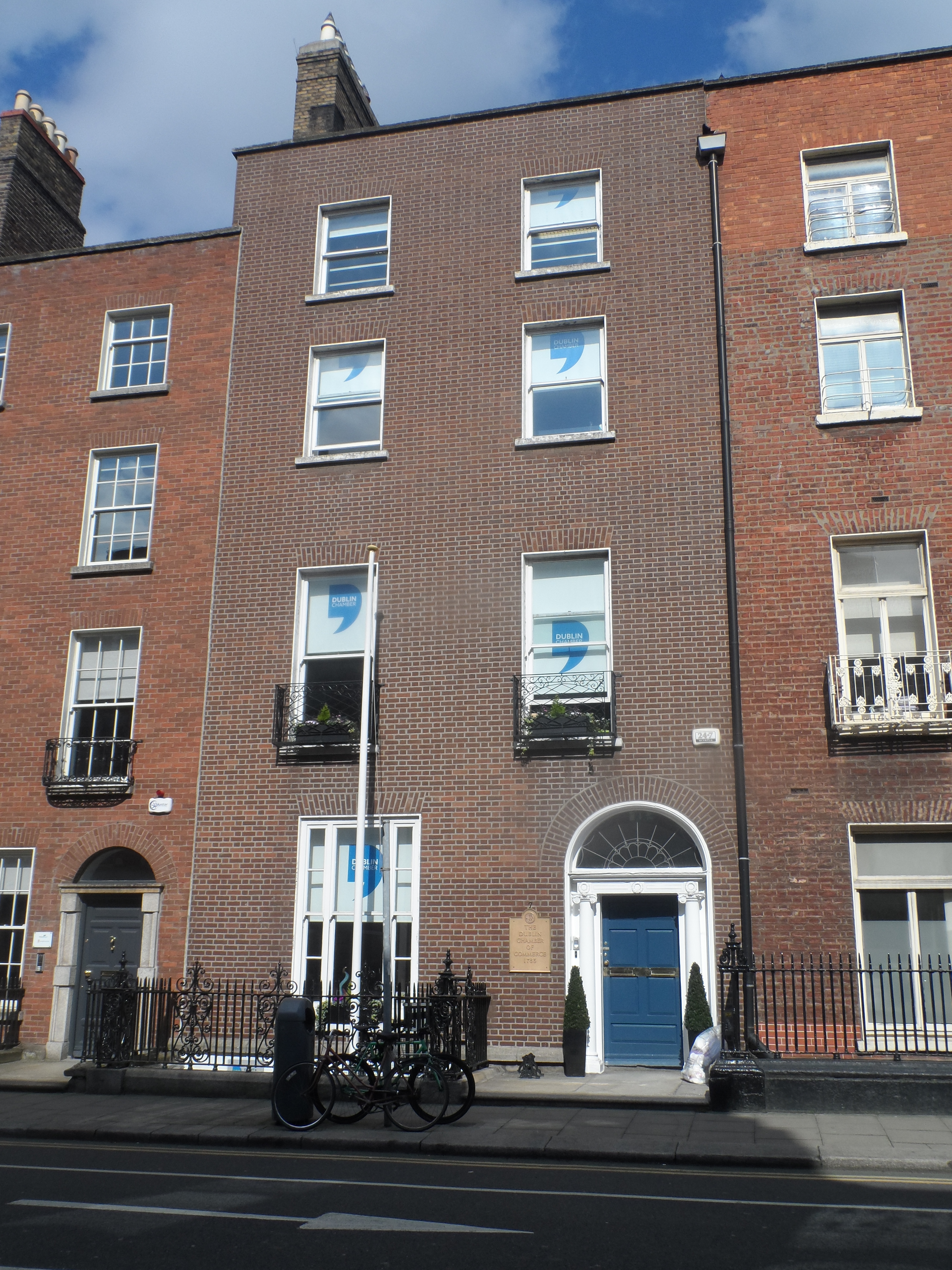
Camera de comerț din Dublin, fondată în 1783.

Camera de comerț (sau consiliul de comerț) este o formă de rețea de afaceri, de exemplu, o organizație locală de afaceri al cărei obiectiv este de a promova interesele întreprinderilor. Proprietarii de afaceri din orașe și orașe formează aceste societăți locale pentru a pleda în numele comunității de afaceri. Afacerile locale sunt membre și aleg un consiliu de administrație sau un consiliu executiv pentru a stabili politica pentru cameră. Camera sau consiliul angajează apoi un președinte, director general sau director executiv, plus personal adecvat ca mărime, pentru a conduce organizația.
O cameră de comerț este o asociație voluntară a firmelor de afaceri aparținând diferitelor meserii și industrii. Ele servesc ca purtători de cuvânt și reprezentanți ai unei comunități de afaceri. Ele diferă de la o țară la alta.
Prima cameră de comerț a fost fondată în 1599 în Marsilia, Franța, sub denumirea de „Chambre de commerce”.

## Vezi și
- Camera de Comerț și Industrie a României
- Organizație neguvernamentală
- Organizație profesională
- Sindicat

## Legături externe
- International Chamber of Commerce / World Chambers Federation Arhivat în 20 decembrie 2021, la Wayback Machine.
- Chamber Search